# Hãng phim Cửu Long
Hãng phim Cửu Long (hay Cuulong Films) là đơn vị sản xuất chương trình truyền hình và phim truyền hình tại Việt Nam được thành lập vào năm 2005.

## Lịch sử
Từ 1995 tới 2012, Hãng phim Cửu Long phối hợp với Hãng phim Truyền hình Thành phố Hồ Chí Minh (TFS) sản xuất loạt phim truyện xoay quanh chủ đề đời sống, xã hội có cốt truyện bình dị và chân thật như phim "Tuổi thần tiên” năm 1995. Năm 2002, Sản xuất phim “Tài tử nghiệp dư".
Năm 2000 - 2005, sản xuất phim “Giao thời” (2000) và "Mầm sống" (2005) phát sóng trên Kênh truyền hình HTV7, VTV1, VTC2, VTC6. Năm 2009, phim "Khát vọng đồng quê” phát sóng trên kênh VTC7.
Kể từ năm 2012, Hãng phim Cửu Long tập trung vào khai thác thể loại phim lịch sử, tái hiện chân dung của Nguyễn Trung Trực và Trương Định.
Năm 2013, Hãng phim Cửu Long tiếp tục phối hợp cùng Hãng phim Truyền hình Thành phố Hồ Chí Minh (TFS), sản xuất phim "Cây nước mắt", thuộc thể loại chính kịch, ngôn tình lãng mạn. Năm 2016, Hãng phim phối hợp cùng Đài Truyền hình Vĩnh Long thực hiện phim “Lời nguyền”, dựa theo tác phẩm cùng tên của nhà văn Văn Mỹ Lan, đạo diễn Nguyễn Xuân Hiệp.
Năm 2020, Hãng phim thực hiện bộ phim thuộc thể loại hình sự, điều tra phá án "Phía sau bóng tối", phát sóng Truyền hình cáp Saigontourist vào khung giờ vàng trên kênh phim Việt đặc sắc SCTV14 và được phát lại trên kênh THVL1.

## Các chương trình
- Ra khơi[1]
- Nông thôn ngày nay
- Kế hoạch gia đình hạnh phúc
- Sống trẻ
- Thời sự nông nghiệp
- Tam nông
- Nông sản Việt
- Nông thôn mới
- Nông nghiệp trong tuần
- Khám phá thành phố trẻ
- Làng quê trong tôi
- Sitcom Văn Hoá Giao Thông

## Các phim đã sản xuất

### 1995 - 2012
- Tuổi thần tiên[2] (1995)
- Giao thời[3] (2000)
- Tài tử nghiệp dư[4] (2002)
- Mầm sống[5] (2005)
- Khát vọng đồng quê[6] (2009)

### 2012 - 2013
- Anh Hùng Nguyễn Trung Trực[7] (2012)
- Bình Tây Đại Nguyên Soái[8] (2013)

### 2013 - 2020
- Cây nước mắt[9] (2014)
- Lời Nguyền[10][11] (2016)
- Phía Sau Bóng Tối[12] (2020)

## Giải thưởng
- Giải Vàng Liên hoang Truyền hình toàn quốc năm 1996 cho bộ phim truyền hình "Tuổi thần tiên"
- Giải Bạc Liên hoan Truyền hình toàn quốc năm 2002 cho phim “Tài tử nghiệp dư”
- Giải Bạc Liên hoan Truyền hình toàn quốc năm 2009 cho bộ phim truyền hình “Khát vọng đồng quê”
- Giải Mai vàng Báo người lao động năm 2012 cho bộ phim truyền hình “Anh hùng Nguyễn Trung Trực”
- Giải Cánh Diều Bạc của Hội điện ảnh Việt Nam và Huy chương Bạc Liên hoan Truyền hình toàn quốc năm 2013 cho bộ phim truyền hình: “Bình Tây Đại Nguyên Soái”
- Bằng khen Cánh Diều Vàng của Hội Điện ảnh Việt Nam năm 2016 cho phim "Lời Nguyền"[13][14][11]